# Heerens Hotel
Koordinaten: 53° 33′ 40,1″ N, 10° 0′ 50,5″ O
Heerens Hotel ist ein Hotel in der ostfriesischen Stadt Emden in Niedersachsen. Das denkmalgeschützte Gebäude liegt im Stadtteil Klein-Faldern.

## Geschichte
Der Gastwirt Tjebbe Claasen Heeren aus Riepe betrieb seit Mitte des 19. Jahrhunderts eine Gastwirtschaft im Emder Stadtteil Heerentor. Der Bauantrag für das heutige Hotel wurde 1861 gestellt und 1870 (andere Angabe 1874) wurde der Bau fertiggestellt. Der Betrieb an der damaligen Bahnhofsstraße blieb über drei Generationen in der Familie des Gründers. Es galt lange Zeit als eine der ersten Adressen der Stadt und beherbergte Persönlichkeiten wie Kaiser Wilhelm II, Otto von Bismarck, die Ministerpräsidenten Ernst Albrecht und Gerhard Schröder oder Künstler wie beispielsweise Loriot und Otto Waalkes. Während des Zweiten Weltkriegs wurde das Kellergeschoss verstärkt, um als Luftschutzbunker zu dienen. 1967 pachtete der ehemalige Geschäftsführer des Vegesacker Lokals Strandlust Vegesack Heerens Hotel und erwarb es elf Jahre darauf. 2009 wurde das Hotel erneut an private Betreiber verkauft, die es bis Ende 2021 führten – während dieser Betriebsphase wurde die hoteleigene Küche aufgegeben und Teile des oberen Geschosses als Schlaflabor genutzt. Im Herbst 2021 wurde das Hotel an die Hotelkette Upstalsboom veräußert, die es zu einem Schulungs- und Seminarhotel umbauen lässt.